# Saurauia squamifructa
Saurauia squamifructa là một loài thực vật có hoa trong họ Dương đào. Loài này được G.E. Hunter miêu tả khoa học đầu tiên năm 1966.